# Колычёво (Можайский городской округ)
Колычёво — посёлок в Можайском районе Московской области, в составе городского поселения Можайск. Население — 1854 чел. (2010), в посёлке числятся 13 улиц. До 2006 года посёлок входил в состав Ямского сельского округа.
Посёлок расположен в центральной части района, на реке Мжут (левый приток Протвы), примерно в 3 км к югу от Можайска, высота центра над уровнем моря 204 м. Ближайшие населённые пункты — Ямская на север и Язёво на юг.

## Население
| 2002 | 2006  | 2010  |
| ---- | ----- | ----- |
| 1628 | ↗2030 | ↘1854 |